# Мегаловрисо
Мегаловрисо (на гръцки: Μεγαλόβρυσο) е планинско село разположено на южните склонове на планината Оса в Тесалия, Гърция. До 1927 г. името на селото е Ниволиани (на гръцки: Νιβόλιανη).

## География
Селото е в подножието на Оса.

## Етимология
Старото име на селото кореспондира точно с името на село Неволяне в Косово и Горно Неволяни и Долно Неволяни в Егейска Македония и произлиза от „неволя“.